# Амандин (торт)
Амандин (рум. Amandină) — румынский шоколадный торт с шоколадным, иногда миндальным кремом. Вероятно, благодаря миндалю (фр. Amande) десерт и получил своё название. Возможно, десерт имеет французские корни. Амандиновая или миндальная тарталетка (tartelettes amandine) упоминается в 1898 году Эдмоном Ростаном в произведении «Сирано де Бержерак».
Обычно состоит из двух-трёх слоёв бисквита, которые пропитываются сиропом, часто с ромом, и промазываются начинкой (шоколадной-карамельной, шоколадно-сливочным кремом c ромовой эссенцией) между ними. Весь торт покрывается шоколадной глазурью или глазурью со вкусом миндаля, и может быть украшен слегка поджаренными миндальными хлопьями, кремом, кусочками шоколада. Его можно разрезать и подавать в виде миниатюрных порционных тортов или как большой торт.